# Чиле на Летњим олимпијским играма 1896.
Чиле тврди да се један чилеански спортиста, Луис Суберкасо, такмичио за првим Олимпијским играма 1896.. Тиме је Чиле био једна од 14 земаља, које су учествовале на Олимпијским играма. Суберкасоови резултати нису уврштени у службени извештај, али тај извештај обично укључује само победнике а Суберкасо није освојио ниједну медаљу.
Чиле је учествовао са једним такмичарем који се такмичио у једном спорту, који није освојио ниједну медаљу.

## Резултати по дисциплинама

### Атлетика
| Дисциплина | Место | Атлетичар      |
| ---------- | ----- | -------------- |
| 100 м      | ?     | Луис Суберкасо |
| 400 м      | ?     | Луис Суберкасо |
| 800 м      | ?     | Луис Суберкасо |